# ペスコランチャーノ
ペスコランチャーノ（イタリア語: Pescolanciano）は、イタリア共和国モリーゼ州イゼルニア県にある、人口約800人の基礎自治体（コムーネ）。

## 地理

### 位置・広がり

#### 隣接コムーネ
隣接するコムーネは以下の通り。
- アニョーネ
- カロヴィッリ
- キアウチ
- チヴィタノーヴァ・デル・サンニオ
- ミランダ
- ピエトラッボンダンテ
- セッサーノ・デル・モリーゼ